# Cantone di Saint-Amant-Roche-Savine
Il Cantone di Saint-Amant-Roche-Savine era una divisione amministrativa dell'arrondissement di Ambert.
È stato soppresso a seguito della riforma complessiva dei cantoni del 2014, che è entrata in vigore con le elezioni dipartimentali del 2015.
Comprendeva i comuni di
- Bertignat
- Grandval
- Le Monestier
- Saint-Amant-Roche-Savine
- Saint-Éloy-la-Glacière